# Borneosmygtimalia
Borneosmygtimalia (Ptilocichla leucogrammica) är en hotad fågel i familjen marktimalior inom ordningen tättingar.

## Utseende och läte
Borneosmygtimalian är en liten (15 cm), mark- och skogslevande timalia med kort stjärt. Ovansidan är varmbrun, undersidan svartaktig med breda, vita streck. På huvudet syns sotfjällig vit strupe, ljusa huvudsidor och sotfläckat ögonbrynsstreck. Benen är skära och relativt långa. Lätet består av två, klara toner: "fii-fii".

## Utbredning och systematik
Fågeln förekommer fläckvist i låglandet på Borneo. Den behandlas som monotypisk, det vill säga att den inte delas in i några underarter.

## Levnadssätt
Borneosmygtimalian hittas i städsegrön lövskog och torvskogar på 40 till 600 meters höjd. Den ses vanligen i par eller familjegrupper, mestadels på marken födosökande efter små insekter. Häckningssäsongen sträcker sig troligen från februari till september. Den lägger två ägg, i övrigt är häckningsbiologin okänd.

## Status
Borneosmygtimalian är begränsad till låglänta skogsområden som avverkas i snabb takt. Den tros därför minska relativt kraftigt i antal. Internationella naturvårdsunionen IUCN kategoriserar arten som sårbar. Världspopulationen uppskattas till mellan 10.000 och 20.000 vuxna individer.